# 孔亭
孔亭（？—？），孔子后裔，代次、世系均不详，东晋奉圣亭侯。
东晋太宁三年（325年），晋明帝下诏让孔亭一年四季祭祀孔子，就如同晋武帝泰始年间一样。后世孔子世家谱，没有孔亭，孔继涑分析说，可能是北魏孔灵珍被封为崇圣侯之后，尊自己的四代祖先孔抚、孔懿、孔鲜、孔乘为嫡裔，而正史记载的东晋南朝所封的数人，子孙不嗣，家乘失传。
| 前任： 孔震 | 东晋奉圣亭侯 325年—386年之前 | 繼任： 孔靖之 |